# Jazzrael
A Jazzrael együttes világzenei és Jazz formáció, mely 2006-ban alakult Jáger Bandi vezetésével. Zenéjük közismert szefárd, közel-keleti népdalok újraértelmezése, népzene interpretálása a dzsessz érintésével. Az együttest országosan ismert dzsesszzenészek alkotják, a dalok instrumentális és énekes formában hallhatók. A zenekar híd szerepet kíván betölteni kelet és nyugat között, egyesíteni a népek zenéjét, kultúráját.

## Tagjai
- Bíró Nóra – ének
- Jáger Bandi – zongora
- Lakatos Pecek András – dob
- Pluto Horváth József – basszusgitár
- Csejtei Ákos – szaxofon